# Järnvägsplan
En järnvägsplan är i Sverige en detaljerad beskrivning av hur sträckningen av ett nytt eller ombyggt järnvägsavsnitt ska se ut, och hur det skall byggas eller ombyggas. Lagen om byggande av järnväg kräver att en järnvägsplan upprättas innan bygget kan godkännas. Planen ska normalt ställas ut, det vill säga göras tillgänglig för allmänheten. De som direkt berörs av planen har rätt att överklaga den. Detta gäller ofta även miljöorganisationer, se Miljöbalken 16:13.
Om det planerade arbetet bara handlar om en ombyggnad som utförs inom befintligt järnvägsområde, ingen ny mark tas i anspråk, och ingen påtaglig miljöpåverkan torde komma att ske, så behöver dock inte en ny järnvägsplanen ställas ut, enligt 2 kap. 7 § i lagen (1995:1649) om byggande av järnväg. Trafikverket anger i samband med en sådan åtgärd att verket då inte ens behöver upprätta en järnvägsplan.

## Arbetsgång
Innan en järnvägsplan upprättas, måste en förstudie göras. Om denna visar att det exempelvis kan uppstå större miljöingrepp, eller att det finns flera rimliga tänkbara järnvägsdragningar, så är nästa steg en mer omfattande järnvägsutredning. Om denna leder till att ett principbeslut om att bygga järnvägen tas, och om finansieringsfrågan är löst, så kan man gå vidare till järnvägsplanen.
Byggandet måste påbörjas inom 5 år efter det att en järnvägsplan har trätt i kraft, annars upphör den att gälla.

## Historik
Skyldigheten att upprätta järnvägsplaner slogs fast i lagen om byggande av järnväg. I efterdyningarna av miljöskandalerna vid bygget av Hallandsåstunneln skärptes kraven på planeringen och miljögranskningen år 1998.
Ett decennium senare var andra omständigheter mer i fokus. Det faktum att allmänheten skulle få ta del av olika alternativ till spårsträckning, och att möjligheter fanns att överklaga i olika faser av planprocessen, upplevdes som försvårande och som skäl till att hela planprocessen blev både långsammare och dyrare. En utredning föreslog år 2010 att de tre stegen förstudie, järnvägsutredning och järnvägsplan skulle slås ihop till bara ett steg, där allmänheten och berörda enskilda personer bara skulle komma in i processen i ett rätt sent skede.